# Missa Sancti Bernardi von Offida
De Missa Sancti Bernardi von Offida (of da Offida) of Heiligmesse (Hob. XXII:10) is een in 1796 door Joseph Haydn gecomponeerde mis in Bes voor het hof van Prins Nicolaas II Esterházy.
Haydn schreef in totaal 14 missen. De Missa Sancti Bernardi d'Offida is de tiende mis die hij componeerde (zie Missen van Joseph Haydn) en de tweede mis in de serie van zes late, symfonische missen die in Eisenstadt werden uitgevoerd in september en die samenhingen met de viering van de naamdag van de echtgenote van Nicolaas II, Prinses Maria Josepha Hermengilde Esterházy.
De mis werd voor het eerst uitgevoerd in september 1796 in de Bergkirche in Eisenstadt

## Datering en (bij)naam
De naam waarnaar in de mis wordt verwezen, Bernardi d'Offida (1604-1694), is een 17e-eeuwse kapucijner monnik die zalig was verklaard door Paus Pius VI in 1795. De Kapucijnen vierden het feest van Bernardo op 11 september, dat in 1796 samenviel met het Feest van de Allerheiligste Naam van Maria (Mariä Namen) dat niet op een vaste datum valt maar op de zondag na 8 september.
Prinses Marie Hermenegilda vierde gewoonlijk haar naamdag op die dag en het is hoogstwaarschijnlijk dat de mis voor het eerst op die dag is uitgevoerd. De vieringen rond de naamdag van de prinses dat jaar omvatten ook toneel- en opera-uitvoeringen; uitgevoerd werden Das rotte Käpchen van Dittersdorf, Mozarts Zauberflöte en een toneelstuk, Alfred, waar Haydn de muziek voor had geschreven.
De naam Missa Sancti Bernardi von Offida is van Haydn
De bijnaam, Heiligmesse, is afkomstig van de opmerking Heilig die Haydn in de marge schreef naast de tenorpartij. De opmerking verwijst naar een bekende Duitse hymne Heilig, Heilig, Heilig dat in het Sanctus is opgenomen.

## Compositie[2]
Evenals in de vijf andere grote missen voor Esterházy gebruikt Haydn in de 'great and humane' Missa Sancti Bernardi d'Offida gebruik van de symfonische vorm die hij tussen 1791 en 1795 tot grote hoogte had ontwikkeld in Londen in zijn twaalf Londense symfonieën.
Voor de originele versie van de mis gebruikt Haydn spaarzaam klarinetten en geen hoorns; reden voor de wat conventionele klarinetpartijen was dat Haydn het orkest niet kende. Voor uitvoeringen in Wenen, een jaar of drie later, herschreef hij de klarinetpartijen tot uitvoeriger partijen en voegde hij hoorns toe die de trompetten een octaaf lager verdubbelden.
De Heiligmesse wijkt van de andere 5 late missen af door het ontbreken van solokwartetten in de koren. Solisten komen alleen voor in twee delen: het Gratius agimus in het Gloria en het Et incarnatus.....Crucifixus in het Credo, waar het kwartet uitgebreid is tot een sextet
- Het Kyrie opent met een plechtige langzame inleiding, gevolgd door een allegro dat een eenvoudiger, bijna volkmuziekachtige melodie mengt met fugatische opbouw waarmee het een vergelijkbaar symfonische ontwerp heeft als Haydns Londense symfonieën, waarin ook het populaire met het kunstige wordt gemengd. Juist die vermenging van deze elementen deed vroege critici opmerken dat de muziek te schitterend en te werelds was voor een Kyrie en dat het elegante hoofdthema te veel naar de balzaal rook[4]
- Het grootse Gloria valt, zoals gebruikelijk in de grote missen van Haydn, in drie hoofddelen uiteen: een openingsdeel, fanfare-achtig, in vivace-tempo, dat getemperd wordt door een ingehouden Et in terra pax en een plechtig polyfonisch Gratias in g voor de solisten, waaruit het Qui tollis voor het koor opkomt met de dramatisch gezongen frases miserere nobis. In het deel dat het Gratias agimus tibi met het Qui tollis verbindt is het orkest verdeeld in hoge en lage delen, die dan worden omgekeerd in een dubbel contrapunt in de octaaf; muziek die in niets lijkt op wat Haydn ooit had gecomponeerd en die getuigt van een 'verbazingwekkende intellectuele prestatie' is[5]

Het Gloria wordt weer afgesloten met een vivace dat op het Quoniam begint en dat opbouwt tot en afsluit met een opwindende dubbelfuga, "een menging van de geest van Handel met Haydns eigen vrijheid en orkestrale schittering"
- In het Credo omsluiten een stevige marsachtige opening en een fugato een adagio voor het Et incarnatus est en het Crucifixus. Het Ex incarnatus est in Es is getoonzet als canon voor drie vrouwenstemmen, begeleid door klarinetten, fagotten en pizzicato spelende strijkers. De canon is gezet op Haydns wereldlijke melodie Gott im Herzen, ein gut Weibchen im Arm (God in je hart, een goede vrouw in je armen)(Hob. XXVIIb:44).

In het Crucifixus gaat de melodie over in es, met sombere zang door drie mannenstemmen en lage strijkbegeleiding; pas in het Judicare vivos komt de majeur toonaard terug en het volledige orkest – zoals dat ook gebeurt in de Nelsonmis en de Theresienmesse. Een grote fuga op de woorden Et vitam venturi sluit het deel af.
- In het Sanctus gebruikt Haydn een oude Duitse kerkmelodie, Heilig, heilig, hielig, in de alt- en tenorpartijen; hieraan heeft de mis zijn bijnaam te danken.

Het Benedictus in sonatevorm, lyrisch van toon, past in de traditie van de Oostenrijkse mis, hoewel de volle orkestratie met houtblazers, trompetten en pauken ongebruikelijk is, evenals het middendeel met de solo altvioolpartij.
- In het Agnus dei contrasteren de plechtige opening in Bes met het vloeiende 'menselijke'[4] miserere nobis. Het dona nobis pacem is, zoals vaak bij Haydn, geen smeken om vrede maar een feestelijke uiting van het vaste geloof in de komst ervan. Dit was ook de reden dat ook dit deel, evenals het Kyrie, bekritiseerd werd om wat werd gezien als aanstootgevende schittering[4].

## Geselecteerde discografie
- Heiligmesse, solisten, Monteverdi Choir en de English Baroque Solists o.l.v. John Eliot Gardiner (met de 5 andere grote missen)(Decca, 3CDs, 475 101-2)
- Heiligmesse, solisten, Tölzer Knabenchor en Tafelmusik o.l.v. Bruno Weil (met vier kortere religieuze werken)(Sony Classical Vivarte, SK 66 260)